# جینی جونز (فیلم)
جینی جونز (به انگلیسی: Janie Jones) فیلمی محصول سال ۲۰۰۸ و به کارگردانی دیوید ام. روزنتال است. در این فیلم بازیگرانی همچون ابیگیل برسلین، آلساندرو نیوولا، الیزابت شو، بریتنی اسنو، پیتر استورماره، ژول دیوید مور، فرانسیس فیشر، فرانک ویلی و رادنی ایستمن ایفای نقش کرده‌اند.